# Canarium resiniferum
Canarium resiniferum là một loài thực vật có hoa trong họ Burseraceae. Loài này được Bruce ex King mô tả khoa học đầu tiên năm 1893.